# 砍掉重練
《砍掉重練》 是台灣歌手亦帆個人第三張錄音室專輯，於2012年10月26日正式發行，一共收錄十三首歌曲（三首KARAOKE版）。

## 曲目
CD
| 曲序     | 曲目                  |          | 作曲     | 编曲     | 备注                       | 时长  |
| -------- | --------------------- | -------- | -------- | -------- | -------------------------- | ----- |
| 1.       | 砍掉重練              | 方文良   | 方文良   | 奧斯卡   | 線上遊戲「三國之天」主題曲 | 4:05  |
| 2.       | 淚崩了                | 十方     | 方文良   | 許恆瑞   | 電視劇《後宮甄嬛傳》片尾曲 | 5:03  |
| 3.       | 全裸                  | 十方     | 方文良   | 方文良   |                            | 3:41  |
| 4.       | 一個地球的重量        | 陳靜楠   | 方文良   | 方文良   |                            | 4:35  |
| 5.       | 你到百慕達 我去撒哈拉 | 陳靜楠   | 方文良   | 方文良   | feat. 歐得洋               | 4:18  |
| 6.       | 禁止回轉              | 十方     | 方文良   | 許恆瑞   | 電視劇《危險的女人》片尾曲 | 4:07  |
| 7.       | 魚的後代              | 十方     | 方文良   | 方文良   |                            | 5:58  |
| 8.       | 違建                  | 十方     | 方文良   | 方文良   |                            | 4:52  |
| 9.       | Merry X'mas 2025      | 方文良   | 方文良   | 方文良   |                            | 3:31  |
| 10.      | 花唱                  | 陳靜楠   | 齊藤良   | 方文良   | 作曲：齊藤良               | 2:22  |
| 11.      | 砍掉重練（KARAOKE版） | 方文良   | 方文良   | 奧斯卡   |                            | 4:05  |
| 12.      | 全裸（KARAOKE版）     | 十方     | 方文良   | 方文良   |                            | 3:41  |
| 13.      | 淚崩了（KARAOKE版）   | 十方     | 方文良   | 許恆瑞   |                            | 5:03  |
| 总时长： | 总时长：              | 总时长： | 总时长： | 总时长： | 总时长：                   | 55:21 |

## 音樂錄影帶
1. 〈淚崩了〉MV，導演：吳光檥。
2. 〈全裸〉MV，導演：張界聰、林峻邑，特別演出：李修安。
3. 〈砍掉重練〉MV，導演：劉彥甫，特別演出：Masquerader樂團。
4. 〈禁止回轉〉MV，導演：劉彥甫。
5. 〈魚的後代〉MV，導演：陳廷偉。

## 唱片版本
| 《砍掉重練》（CD） 發行日期：2012年10月26日 發行：愛貝克思 | 《砍掉重練》（華麗重生版）（CD） 發行日期：2012年12月18日 發行：米樂士娛樂 改版加贈： 1. 上遊戲「三國之天」OB虛寶卡。 2. 亦帆手繪2013「CANACAT」。 3. 四季風情年曆 。 |